# Dragoste la mănăstire
Dragoste la mănăstire, cu titlul alternativ Două altare, reprezintă un film românesc relizat în 1911 și proiectat pe marile ecrane abia în 1914. În 1911, Victor Eftimiu și Emil Gârleanu au propus unor operatori filmarea unei schițe cinematografice. Actorii principali urmau să fie Tony Bulandra și Marioara Voiculescu. Cu toate acestea, din motive care se vor vedea mai jos, filmul a avut premiera în septembrie 1914 și a rulat doar 8 zile.
În aceeași perioadă, cotidianul „Dimineața” a primit o scrisoare deschisă, din partea celor doi actori:
„Cu mirare am văzut că cinematograful «Venus» afișează pe zidurile Capitalei că proiectează un film intitulat «Dragoste la mănăstire» în care jucăm noi. Pentru ca publicul să nu fie indus în eroare, suntem datori să dăm următoarele lămuriri: acum trei ani s-a prezentat la noi un domn Georgescu propunându-ne să facem o serie de filme în anumite condiții. După două ședințe de probă, d. Georgescu neavând capitalul unei întreprinderi cinematografice s-a retras. Nu ne-am închipuit că din cele două ședințe pregătitoare oameni de rea credință pot face un film în care toată acțiunea să fie înlocuită cu scrisori.”
Ziarul „Rampa” adăuga: „Acest domn angajase pe doi scriitori cunoscuți, asigurându-le și o leafă lunară. Leafa, însă, le-a plătit-o în polițe iscălite de ei înșiși și scontate de d. Georgescu...”